# 三好市 (德島縣)
三好市（日语：／ Miyoshi shi）是位於日本德島縣西部的城市，也是縣內面積最大的行政區劃，約佔德島縣總面積的17.4%。境內約86%的面積被山覆蓋，南部的劍山位於劍山國定公園的範圍內，吉野川由南往東流經市中心，並在河川中游形成大步危與小步危等自然景點。當地因接近四國地區的地理中心，因此自古以來便相當繁榮，是陸運與河運的交通要地。現今的三好市内有多條高速公路通過，僅需1至2小時的高速公路車程，便可抵達四國各縣的縣廳所在地。
四國八十八箇所中的第66號札所雲邊寺即坐落於市內。

## 地理
三好市北部為海拔800至100公尺的讚岐山脈，南部則是海拔1000公尺以上的四國山地的陡峭山岳，包括西日本地區的第二高山，海拔1955公尺的劍山。中央構造線以東西向通過三好市北部的三野町與池田町。

### 氣候
三好市的東北部與東南部地區的海拔落差接近1900公尺，因此各地的氣溫與降雨量具有相當大的差異。池田地區的年均溫為14.1度，年降雨量為1389毫米；東祖谷地區的年均溫爲12度，年降雨量則為800毫米至2209毫米不等。冬季時山區的積雪深度可達1公尺以上。

## 歷史
現在的三好市轄區在令制國時期屬於阿波國美馬郡，在9世紀時新設立為三好郡（除南部山區的祖谷地區）。相傳在12世紀末平家在屋島之戰戰敗後，有許多平家落人逃至祖谷地區避難。
13世紀清和源氏的分支小笠原氏擔任阿波國守護，據說是小笠原氏後代的三好氏以三好郡為根據地，將勢力擴張至整個阿波國，並往北進入當時日本的政治中心近畿地區。天文3年（1534年），細川氏的家臣三好長慶奉命擔任攝津國的守護代，並於天文8年（1539年）將越水城作為居城。之後三好長慶開始擴大自己的勢力，使三好氏的勢力範圍擴大至近畿地方，其範圍包括河內、大和、淡路與丹後等共10國。隨後三好氏的勢力隨著三好長慶去世而開始衰退。天正10（1582）年，三好氏被土佐國的長宗我部元親擊敗。長宗我部元親以此地的白地城作為統治整個四國的根據地。天正13年(1585年)，蜂須賀家政因在四國征伐中立下戰功，而被豐臣秀吉獲封阿波國17多萬石，三好郡便成為德島藩蜂須賀氏的領地，並由蜂須賀氏統治直到江戶時代。
1871年實施廢藩置縣後，曾先後隸屬德島縣、名東縣、高知縣，直到1880年後恢復隸屬德島縣至今。1879年實施郡區町村編制法，現在的三好市範圍在當時分屬：三好郡三野村、箸藏村、佐馬地村、山城谷村、三名村、三繩村、池田村、井川村、井內谷村、美馬郡西祖谷山村、東祖谷山村，共11個村。經歷1950年代的昭和大合併後，這11個村被整併為池田町、三野町、山城町、井川町4町及未曾參與任何整併的西祖谷山村、東祖谷山村2村。
在21世紀初的平成大合併中，當時屬三好郡下的6町2村原被規劃為分成東西兩個區域分別合併，但經過多次討論後，最終原屬東部區域的井川町和三野町決定加入西部區域的整併，成為4町2村的合併，三加茂町與三好町另外合併為東三好町，位於東側的三野町，因東三好町阻隔形成飛地；合併後的新名稱原本有取自三好郡郡名的「三好市」，和取自人口最多的行政區劃池田町町名的「阿波池田市」兩個方案，經投票後決定以「三好市」作為新名稱。
在2010年，位於愛知縣西加茂郡的三好町改制為市時，原本希望直接使用原町名「三好」作為改制後的市名，但由於當時德島縣的三好市已經成立，愛知縣三好町改制後改使用「三好」的平假名做為城市名稱，但該市的中文譯名仍然是相同的「三好市」。而廣島縣三次市的日語發音同為。

### 行政區劃變遷
- 1889年10月1日：實施町村制，現在的轄區在當時分屬：[17]
  - 三好郡：三野村、池田村、箸藏村、佐馬地村、三繩村、三名村、山城谷村、井川村、井內谷村。
  - 美馬郡：東祖谷山村、西祖谷山村。
- 1905年10月1日：池田村改制為池田町。
- 1907年11月1日：井川村改制並改名為辻町
- 1924年1月26日：三野村改制為三野町。
- 1950年10月1日：東祖谷山村和西祖谷山村改隸屬三好郡。
- 1956年9月30日：
  - 箸藏村被併入池田町。
  - 山城谷村和三名村合併為山城町。
- 1959年3月31日：池田町、三繩村、佐馬地村合併為新設置的池田町。
- 1959年4月1日：辻町和井內谷村合併為井川町。
- 2006年3月1日：三野町、池田町、山城町、井川町、東祖谷山村、西祖谷山村合併為三好市。[18]

### 變遷表
| 1889年10月1日 | 1889年 - 1926年      | 1926年 - 1954年      | 1955年 - 1988年           | 1989年 - 現在             | 現在                      |
| ------------- | -------------------- | -------------------- | ------------------------- | ------------------------- | ------------------------- |
| 三野村        | 1924年1月26日 三野町 | 1924年1月26日 三野町 | 1924年1月26日 三野町      | 2006年3月1日 合併為三好市 | 2006年3月1日 合併為三好市 |
| 箸藏村        | 箸藏村               | 箸藏村               | 1956年9月30日 併入池田町  | 2006年3月1日 合併為三好市 | 2006年3月1日 合併為三好市 |
| 池田村        | 1905年10月1日 池田町 | 1905年10月1日 池田町 | 1905年10月1日 池田町      | 2006年3月1日 合併為三好市 | 2006年3月1日 合併為三好市 |
| 佐馬地村      | 佐馬地村             | 佐馬地村             | 1959年3月31日 併入池田町  | 2006年3月1日 合併為三好市 | 2006年3月1日 合併為三好市 |
| 三繩村        |                      |                      | 1959年3月31日 併入池田町  | 2006年3月1日 合併為三好市 | 2006年3月1日 合併為三好市 |
| 三名村        | 三名村               | 三名村               | 1956年9月30日 併入山城町  | 2006年3月1日 合併為三好市 | 2006年3月1日 合併為三好市 |
| 山城谷村      | 山城谷村             | 山城谷村             | 1956年9月30日 山城町      | 2006年3月1日 合併為三好市 | 2006年3月1日 合併為三好市 |
| 井川村        | 1907年11月1日 辻町   | 1907年11月1日 辻町   | 1959年4月1日 合併為井川町 | 2006年3月1日 合併為三好市 | 2006年3月1日 合併為三好市 |
| 井內谷村      |                      |                      | 1959年4月1日 合併為井川町 | 2006年3月1日 合併為三好市 | 2006年3月1日 合併為三好市 |
| 東祖谷山村    |                      |                      |                           | 2006年3月1日 合併為三好市 | 2006年3月1日 合併為三好市 |
| 西祖谷山村    |                      |                      |                           | 2006年3月1日 合併為三好市 | 2006年3月1日 合併為三好市 |

## 行政

### 歷任市長
| 任 | 姓名     | 上任年月日    | 卸任年月日    | 備註               |
| -- | -------- | ------------- | ------------- | ------------------ |
| 1  | 俵徹太郎 | 2006年4月16日 | 2013年7月23日 | 於第二任任期中辭職 |
| 2  | 黑川征一 | 2013年7月24日 | 2021年7月23日 | 連任一次           |
| 3  | 高井美穂 | 2021年7月24日 | 現任          |                    |

## 交通
空中交通方面由於位於四國的中間區域，可前往香川縣高松機場、德島縣德島飛行場及高知縣高知機場搭機。鐵路方面，主要車站為阿波池田車站，同時為為土讚線轉乘德島線列車的起點車站，四國旅客鐵道的土讚線及德島線都在佃車站交會。大步危車站為大步危、吉野川、祖谷溪、祖谷溫泉、蔓橋、小便小僧等景點的車站。德島自動車道以東西向通過轄內北部的主要市區。

### 鐵路
- 四國旅客鐵道
  - 土讚線：（←香川縣三豐市） - 坪尻車站 - 箸藏車站 - （東三好町） - 佃車站 - 阿波池田車站 - 三繩車站 - 祖谷口車站 - 阿波川口車站 - 小步危車站 - 大步危車站 - （高知縣大豐町→）
  - 德島線：佃車站  - 辻車站 - （東三好町→）

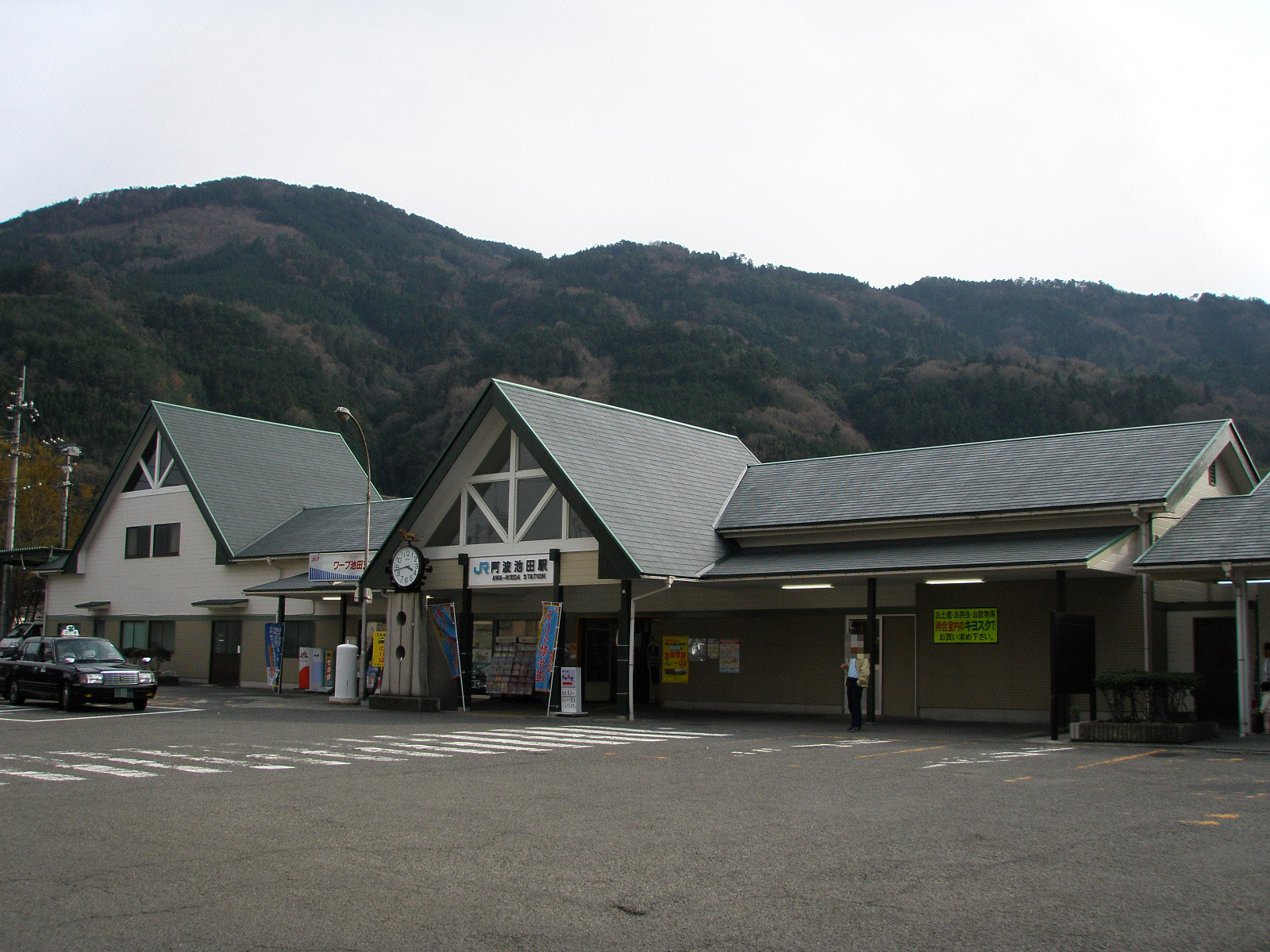
阿波池田車站
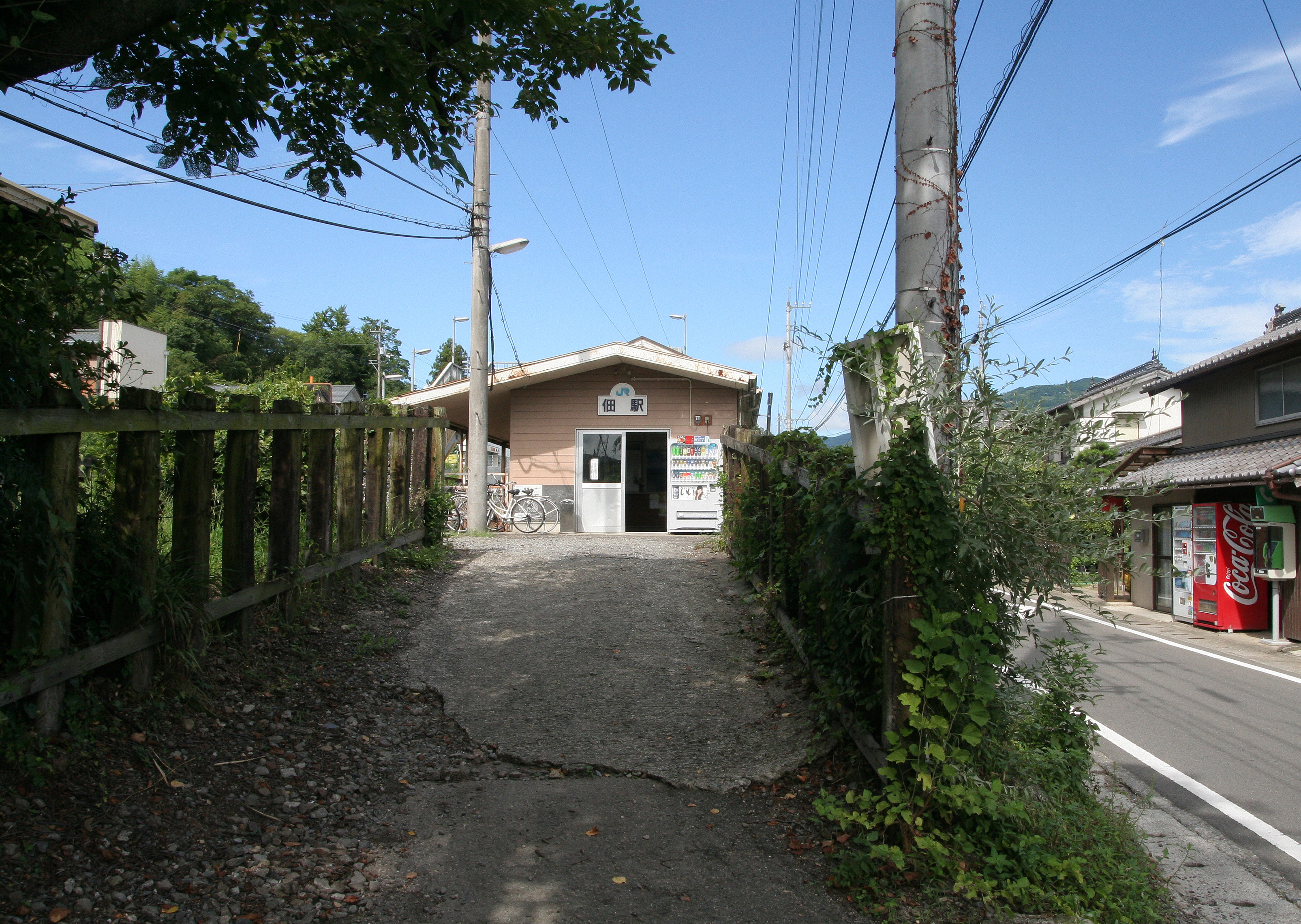
佃車站
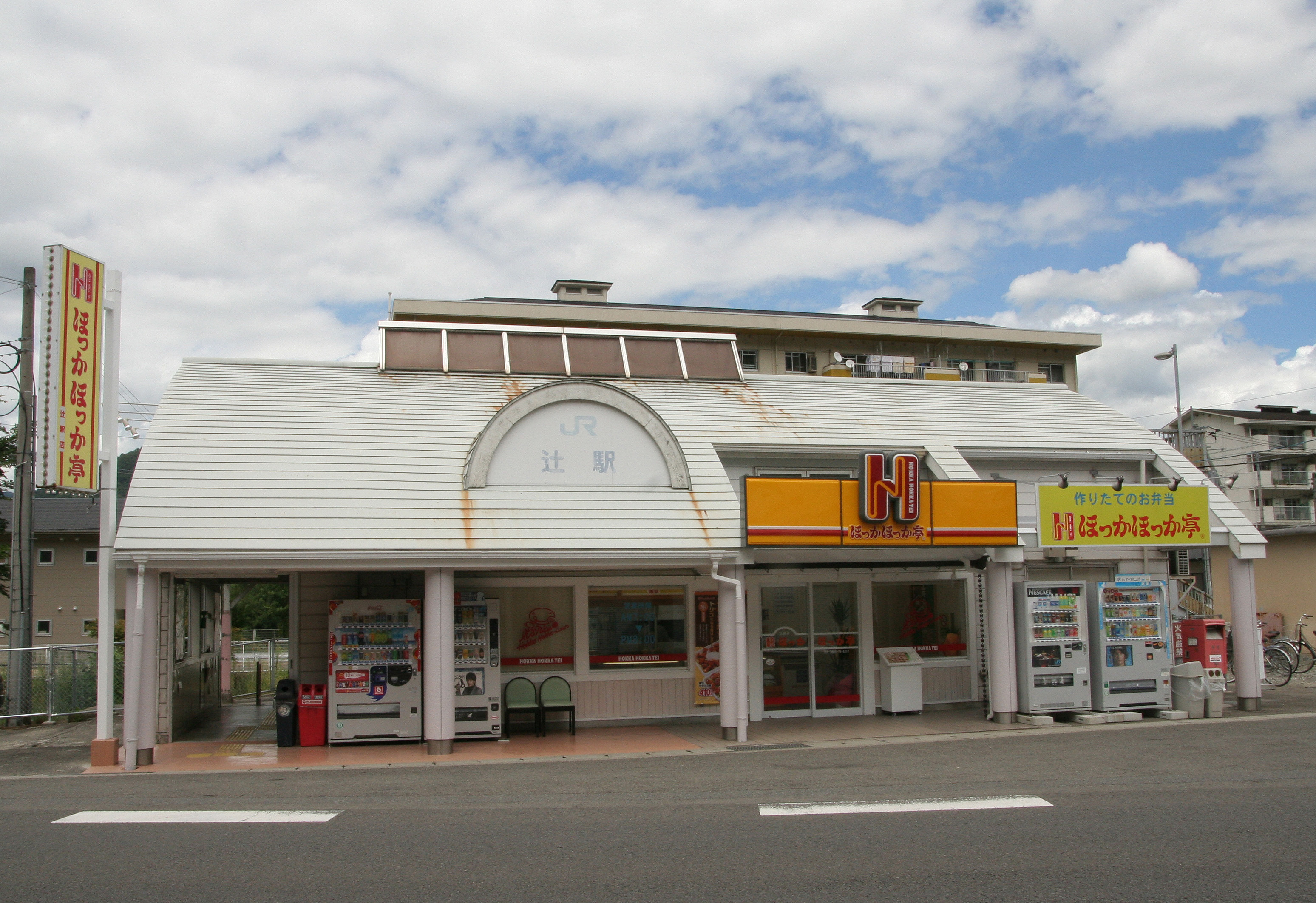
辻車站
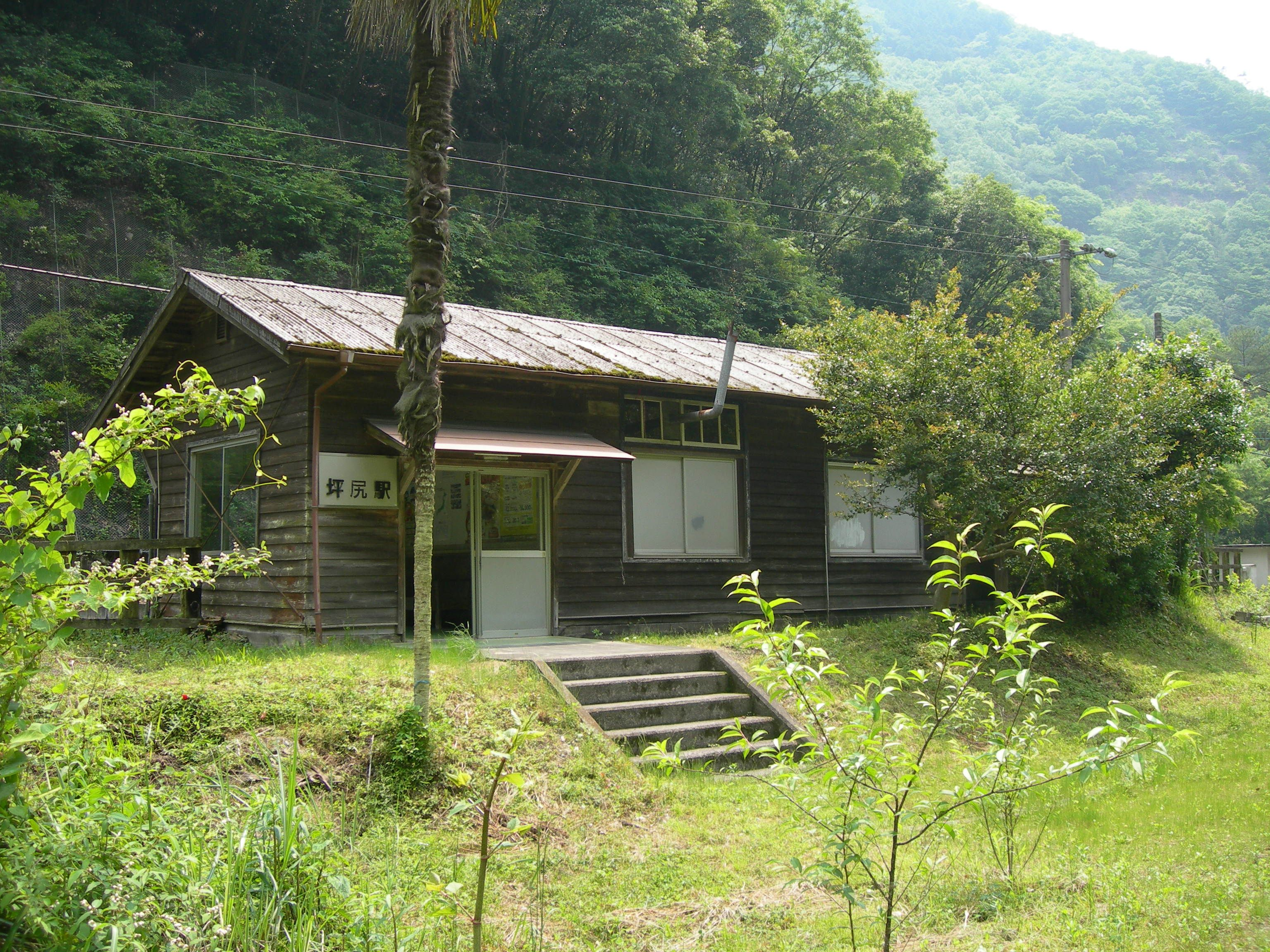
坪尻車站
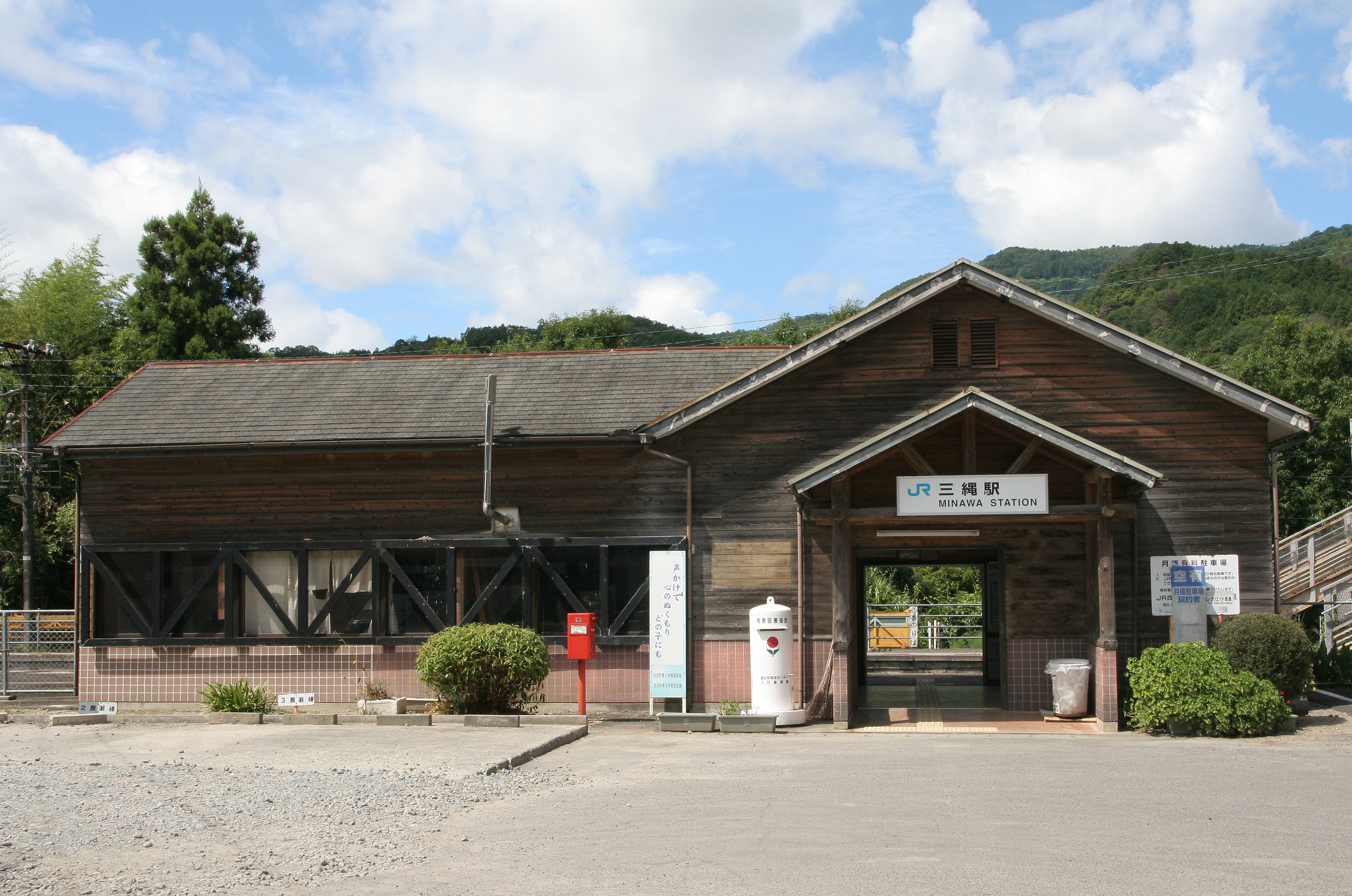
三繩車站
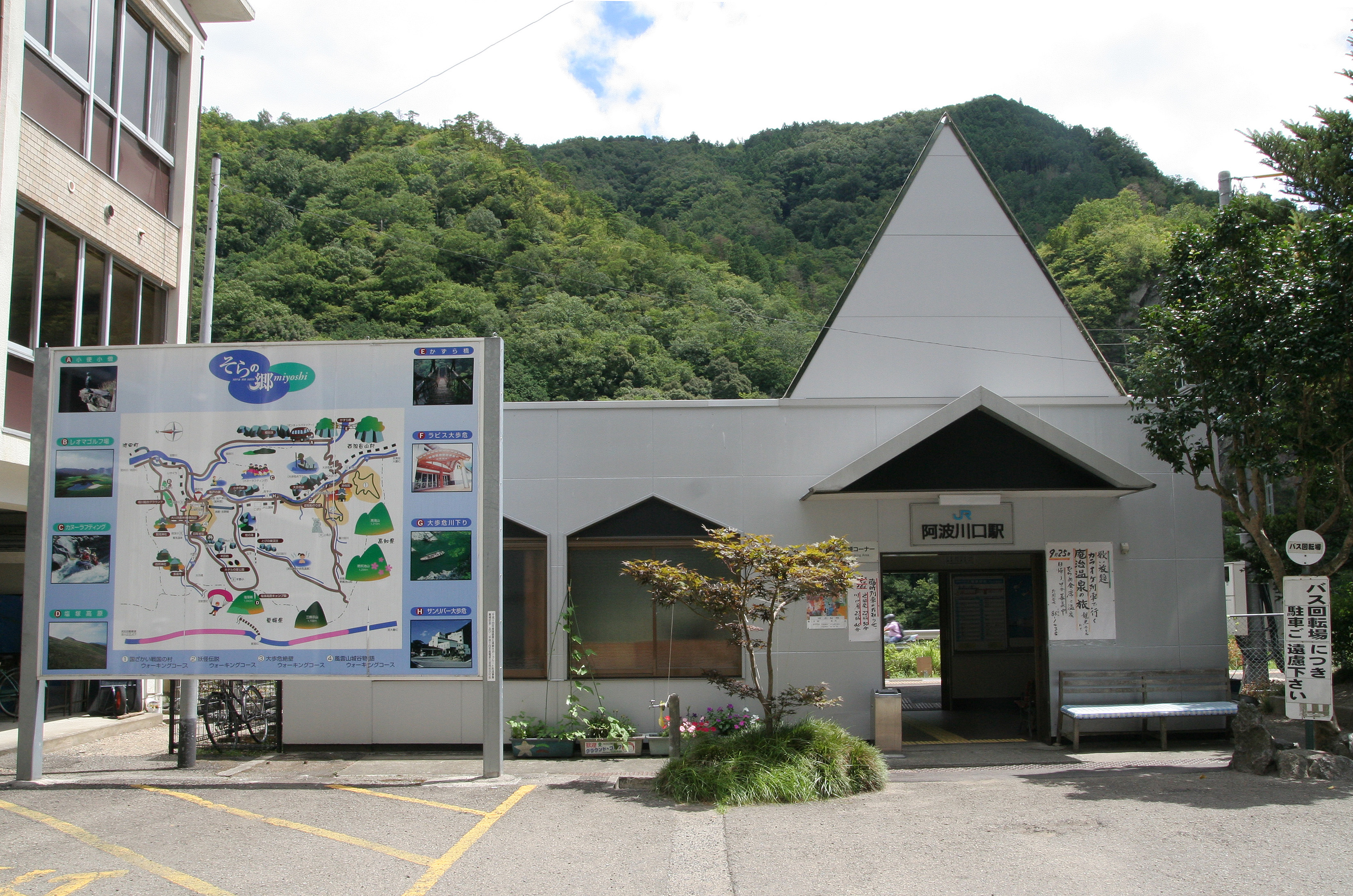
阿波川口車站
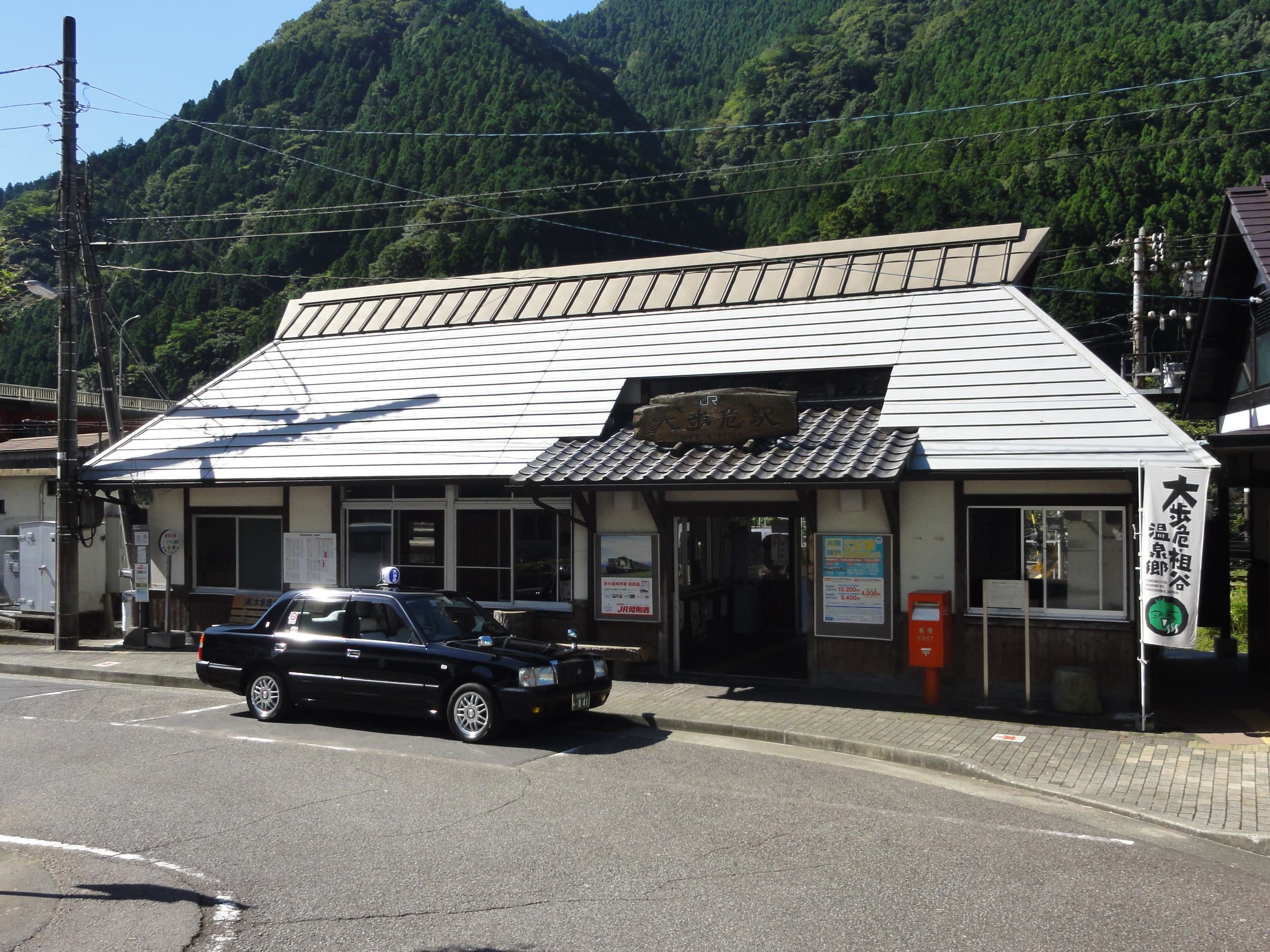
大步危車站
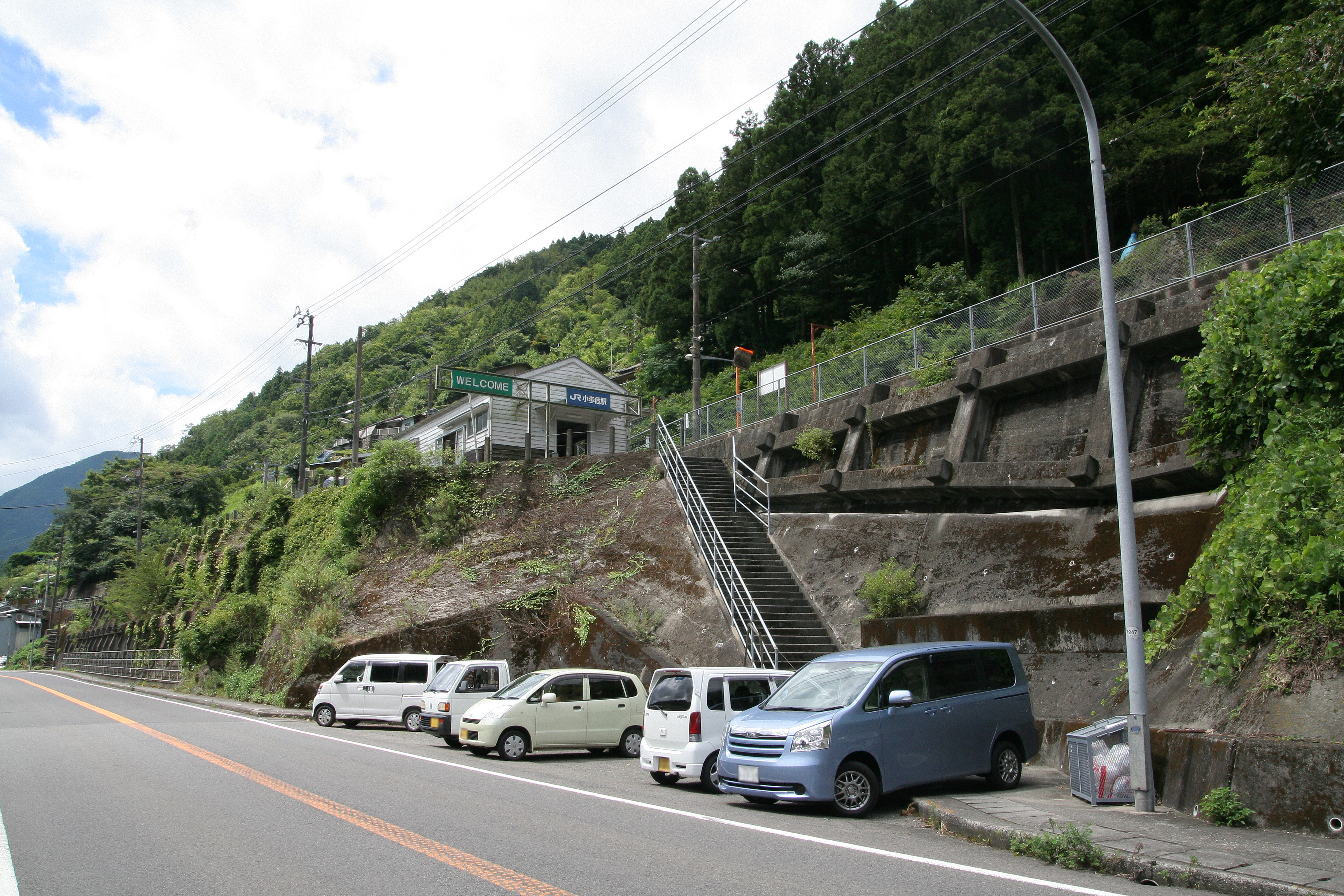
小步危車站

### 道路
高速道路
- 德島自動車道：（←東三好町） - 井川池田交流道 - 池田休息區 - （愛媛縣四國中央市）

## 觀光

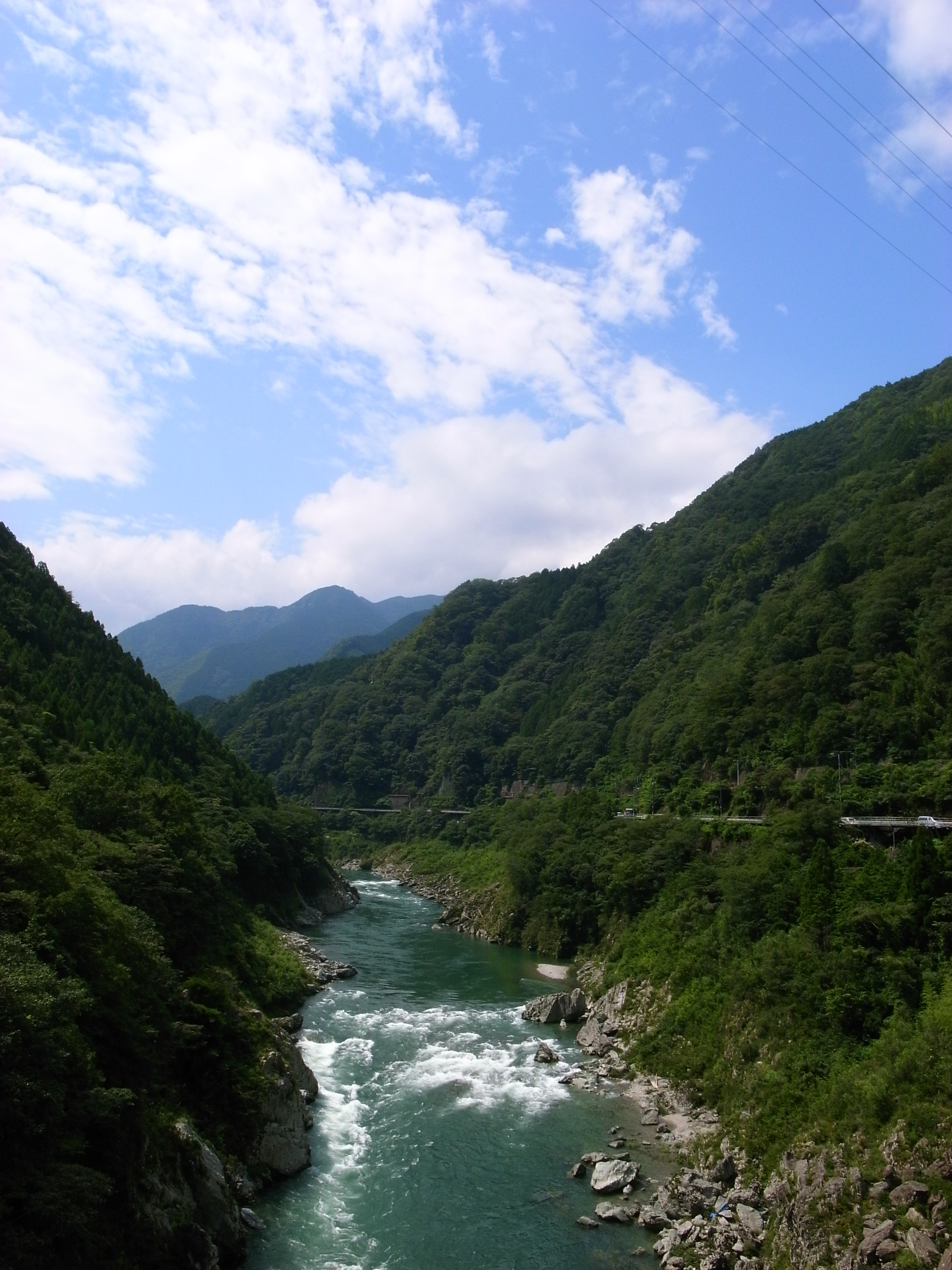
祖谷溪

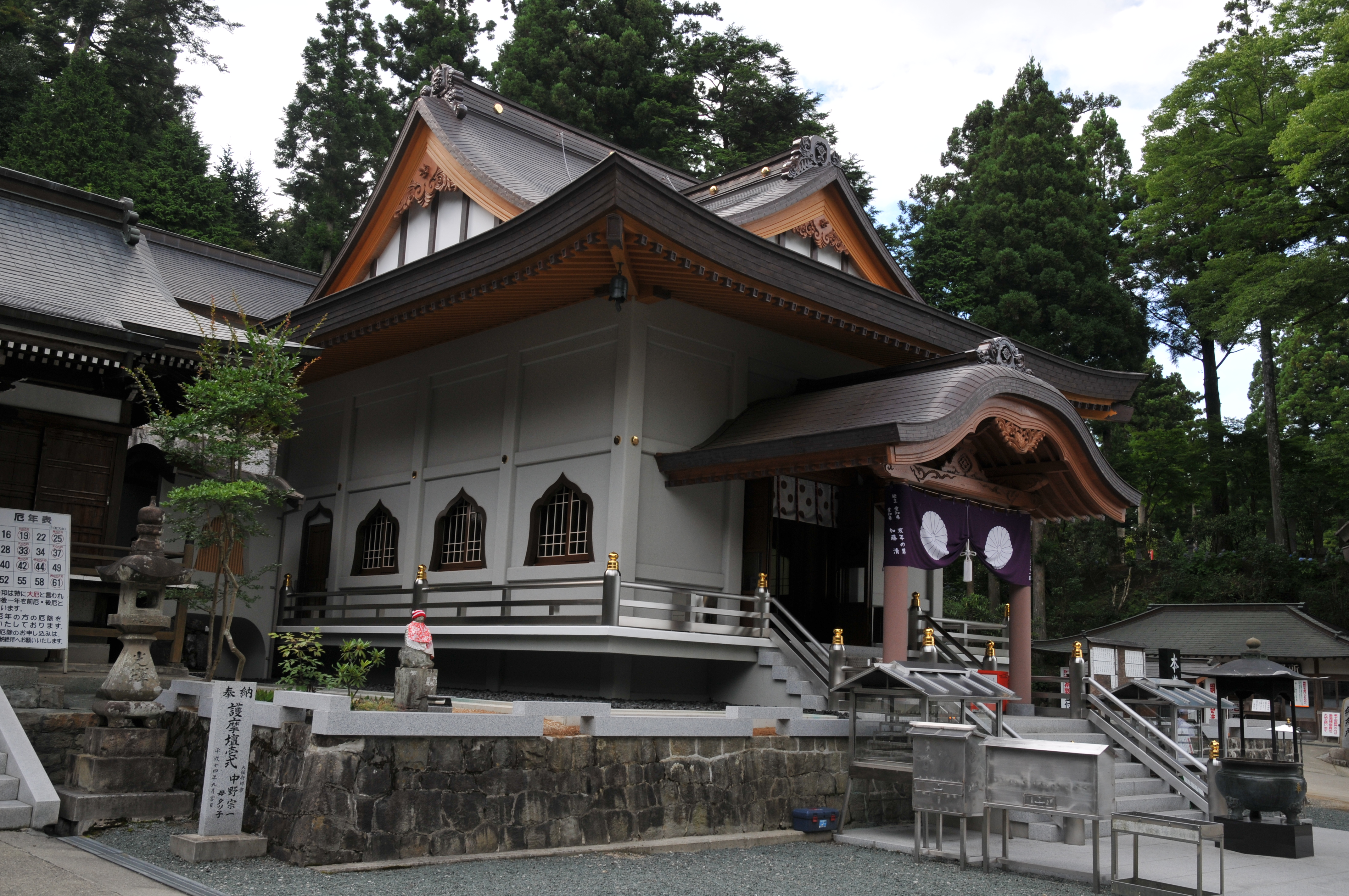
雲邊寺本堂

- 東祖谷落合聚落：位於東祖谷地區的重要傳統的建物群保存地區。
- 劍山：標高1955m，為西日本第二高峰。
- 下影的梯田：被列入日本梯田百選。
- 祖谷溪：被列入日本清流百選、德島88景。
- 蔓橋
- 祖谷溫泉
- 四國八十八箇所
  - 66番札所 - 巨鼇山・雲邊寺
- 黑澤濕原。
- 金剛瀑布、龍頭瀑布。
- 鹽塚高原
- 中央構造線的露出地帶。
- 池田城（日语：大西城 (阿波国)）遺址
- 白地城（日语：白地城）遺址
- 田尾城（日语：田尾城）遺址

## 教育
大學設施
- 京都大學防災研究所附屬斜面災害研究中心德島山崩觀測所

高等學校
- 德島縣立池田高等學校
- 德島縣立三好高等學校
- 德島縣立辻高等學校

## 姊妹、友好城市

### 日本
為2006年合併前各町村的姊妹、友好城市
- 池田町（北海道中川郡）
- 池田町（長野縣北安曇郡）
- 池田町（福井縣今立郡）
- 池田町（岐阜縣揖斐郡）
- 池田町（香川縣小豆郡）
- 池田市（大阪府）
- 椎葉村（宮崎縣東臼杵郡）
- 八代市（熊本縣）
- 十津川村（奈良縣吉野郡）

### 海外
- 塔克維拉（美國華盛頓州金郡）
於1979年與井川町締結。[19]
- 達爾斯（美國俄勒冈州沃斯科縣）
於2003年與池田町締結。

## 當地出身之人物
- 三好長慶：戰國時代大名。
- 鶴田常吉：教育學者、四國女子短期大學（現四國大學）第一任校長。
- 高井美穗：前眾議院議員。
- 竹葉多重子：飛靶射擊選手。
- 今井ゆうぞう：歌手。
- 龜長友義：前參議院議員。
- 山口俊一：眾議院議員。
- 富士正晴：作家、詩人。
- 園尾隆司：法官。
- 山下菊二：畫家。
- 大田正：前德島縣知事。
- 細田雄一：三项全能選手。
- 近藤利一：馬主

## 外部連結
- （日語） 三好的旬感的Facebook專頁
- （日語） 三好市觀光站
- （日語） 三好市觀光協會 Blog（页面存档备份，存于）
- 三好市觀光協會（页面存档备份，存于）
- OpenStreetMap上有關三好市 (德島縣)的地理